# 阿比冰原島峰
85°37′S 134°43′W / 85.617°S 134.717°W
阿比冰原島峰（英語：Abbey Nunatak）是南極洲的冰原島峰，位於瑪麗伯德地，處於彭羅德冰原島峰東南面3公里，美國地質調查局根據測量和該國海軍的空中照片繪入地圖，現時由南極條約體系管理。